# Воробьинообразные
Воробьинообра́зные (лат. Passeriformes; устаревшее название — воробьи́ные) — самый многочисленный отряд птиц (около 5400 видов). Преимущественно мелкие и средней величины птицы, значительно различающиеся по внешнему виду, образу жизни, условиям обитания и способам добывания пищи. Распространены по всему свету.

## Внешний вид
Имеют различной формы клюв, никогда не покрытый у основания восковицей. Ноги оперены до пяточного сочленения и спереди покрыты несколькими (по большей части семью) более крупными пластинками. Имеют четыре пальца, из которых три — направлены вперёд, а один — назад; два наружных пальца на всём протяжении первого сустава соединены между собой перепонкой.
Длина тела варьирует от 9,5 см (королёк) до 65 см (ворон). Самцы у большинства видов крупнее самок. У многих выражен половой диморфизм в окраске, у певчих птиц — в голосе (поют только самцы).

## Распространение
Распространены повсеместно, отсутствуют лишь в Антарктике и на некоторых океанических островах, особенно многочисленны в тропических лесах. На территории бывшего СССР обитает около 310 видов.

## Образ жизни
Приспособлены к жизни на деревьях. Немногие, видимо вторично, перешли к жизни на земле (например, жаворонки) и на скалах, добывая пищу в воде (например, оляпки). В тропиках преимущественно оседлые или кочующие, в умеренных поясах — перелётные. Вне периода гнездования многие образуют стайки.
Для большинства видов характерна связь с древесной и кустарниковой растительностью. По питанию могут быть условно разделены на преимущественно насекомоядных и растительноядных, но пища чаще смешанная. Поедают насекомых (в том числе наносящих ущерб сельскому и лесному хозяйству) и семена сорняков, лишь немногие (воробьи, ткачики) могут повреждать посевы зерновых и других культур.

## Размножение
Для всех воробьинообразных характерно развитие по птенцовому типу, в связи с чем высоко развито гнездостроение. Места гнездовий очень постоянны. У воробьинообразных резко выражены все особенности поведения, связанные с «защитой» гнездового участка.
Почти все моногамны. Половая зрелость наступает в возрасте около года. Насиживают и выкармливают птенцов у большинства видов самка и самец. Птенцы вылупляются беспомощными, в большинстве случаев слепыми, обычно голыми или покрытыми редким пухом, долго находятся в гнезде; постоянная температура тела у них устанавливается не сразу. За исключением врановых птиц, масса новорожденного птенца составляет 6—8 % от массы взрослой птицы. Часто в год две и более кладок (особенно в тропиках и субтропиках), преимущественно по 4—8 яиц, обычно пёстрой окраски. Экстремальная величина кладки — от 1 у некоторых австралийских видов до 15—16 у синиц. Эмбриональное развитие протекает быстро.

## Люди и воробьинообразные
В сельском хозяйстве воробьинообразные — главные помощники человека в борьбе с вредными насекомыми, в защите урожая и леса. Польза от представителей отряда (за редким исключением — как, например, в некоторых случаях с воробьями) очень велика.
Синантропные птицы создают угрозу вспышек инфекционных заболеваний. Зерноядные и всеядные виды, сильно размножившись в сельскохозяйственных районах, могут наносить значительный вред посевам. Самых массовых из них иногда отпугивают или отстреливают. На некоторых воробьинообразных, например, дроздов, жаворонков и овсянок, традиционно охотятся ради вкусного мяса. Такая охота существует, в частности, в странах Средиземноморья на осеннем пролёте.
Некоторым воробьинообразным угрожают вымирание и исчезновение, и они охраняются человеком. В Красной книге МСОП находятся 84 вида и 66 подвидов, принадлежащих к этому отряду.

## Классификация
В мире насчитывается свыше 5 тыс. видов воробьинообразных, что составляет около 60 % от общего числа видов птиц. Отряд разделяется на 3 подотряда: Acanthisitti, кричащих воробьиных и певчих воробьиных.
Подотряд Acanthisitti
- Новозеландские крапивники (Acanthisittidae)

Подотряд Кричащие воробьиные, или тиранны (Tyranni)
- Инфраотряд Ширококлювы, или Рогоклювы[6] (Eurylaimides)
  - Рогоклювые (Eurylaimidae)
  - Calyptomenidae (два рода Smithornis и Calyptomena, ранее входившие в Eurylaimidae)
  - Мадагаскарские питтовые (Philepittidae)
  - Sapayoidae
  - Питтовые (Pittidae)
- Инфраотряд Tyrannides 
  - Печниковые (Furnariidae)
  - Древолазовые (Dendrocolaptidae)
  - Полосатые муравьеловки (Thamnophilidae)
  - Муравьеловковые (Formicariidae)
  - Grallariidae
  - Топаколовые (Rhinocryptidae)
  - Гусеницеедовые (Conopophagidae)
  - Тиранновые (Tyrannidae)
  - Tityridae
  - Котинговые (Cotingidae)
  - Манакиновые (Pipridae)

Подотряд Певчие воробьиные (Passeri)
- Инфраотряд Corvida
  - Шипоклювковые (Acanthizidae)
  - Ласточковые сорокопуты (Artamidae)
  - Кустарниковые птицы (Atrichornithidae)
  - Новозеландские скворцы (Callaeidae)
  - Личинкоедовые (Campephagidae)
  - Флейтистовые (Cinclosomatidae)
  - Австралийские древесные пищухи (Climacteridae)
  - Cnemophilidae
  - Снегирёвые сойки (Corcoracidae)
  - Врановые (Corvidae)
  - Дронговые (Dicruridae)
  - Dasyornithidae
  - Eulacestomatidae
  - Falcunculidae
  - Ifritidae
  - Иреновые (Irenidae)
  - Сорокопутовые (Laniidae)
  - Machaerirhynchidae
  - Малюровые (Maluridae)
  - Melampittidae
  - Медососовые (Meliphagidae)
  - Лирохвостые (Menuridae)
  - Mohouidae
  - Monarchidae
  - Сителлы (Neosittidae)
  - Notiomystidae
  - Oreoicidae
  - Иволговые (Oriolidae)
  - Папуасские флейтистовые (Orthonychidae)
  - Австралийские свистуны (Pachycephalidae)
  - Райские птицы (Paradisaeidae)
  - Pardalotidae
  - Австралийские зарянки (Petroicidae)
  - Pityriasidae
  - Platylophidae Gaudin et al., 2021
  - Platysteiridae
  - Австралийские говоруны (Pomatostomidae)
  - Лесные сорокопуты (Prionopidae)
  - Сахарные птицы (Promeropidae)
  - Psophodidae
  - Шалашниковые (Ptilonorhynchidae)
  - Rhagologidae
  - Rhipiduridae
  - Ванговые (Vangidae)
  - Виреоновые (Vireonidae)
- Инфраотряд Passerida
  - Шипоклювковые (Acanthizdae)
  - Камышовковые (Acrocephalidae)
  - Длиннохвостые синицы (Aegithalidae)
  - Иоровые (Aegithinidae)
  - Жаворонковые (Alaudidae)
  - Alcippeidae
  - Bernieridae
  - Свиристелевые (Bombicillidae)
  - Buphagidae
  - Подорожниковые (Calcariidae)
  - Calyptophilidae
  - Кардиналовые (Cardinalidae)
  - Пищуховые (Certhiidae)
  - Cettiidae
  - Chaetopidae
  - Листовковые (Chloropseidae)
  - Оляпковые (Cinclidae)
  - Цистиколовые (Cisticolidae)
  - Цветочницевые (Coerebidae)
  - Цветоедовые (Dicaeidae)
  - Donacobiidae
  - Пальмовые чеканы (Dulidae)
  - Elachuridae
  - Овсянковые (Emberizidae)
  - Erythrocercidae
  - Eupetidae
  - Вьюрковые ткачики (Estrildidae)
  - Вьюрковые (Fringillidae)
  - Ласточковые (Hirundinidae)
  - Hyliidae
  - Hyliotidae
  - Hylocitreidae
  - Свиристелевые сорокопуты (Hypocoliidae)
  - Трупиаловые (Icteridae)
  - Icteriidae
  - Irenidae
  - Кустарницевые (Leiothrichidae)
  - Locustellidae
  - Macrosphenidae
  - Melanocharitidae
  - Пересмешниковые (Mimidae)
  - Mitrospingidae
  - Modulatricidae
  - † Mohoidae
  - Трясогузковые (Motacillidae)
  - Мухоловковые (Muscicapidae)
  - Нектарницевые (Nectariniidae)
  - Nesospingidae
  - Nicatoridae
  - Усатые синицы (Panuridae)
  - Суторовые (Paradoxornithidae)
  - Карликовые медоеды (Paramythiidae)
  - Синицевые (Paridae)
  - Древесницевые (Parulidae)
  - Воробьиные (Passeridae)
  - Passerellidae
  - Pellorneidae
  - Американские коньки (Peucedramidae)
  - Phaenicophilidae
  - Пеночковые (Phylloscopidae)
  - Восточные лысые сороки (Picathartidae)
  - Ткачиковые (Ploceidae)
  - Pnoepygidae
  - Комароловы (Polioptilidae)
  - Promeropidae
  - Завирушковые (Prunellidae)
  - Шелковистые свиристели (Ptilogonatidae)
  - Бюльбюлевые (Pycnonotidae)
  - Ремезовые (Remizidae)
  - Корольковые (Regulidae)
  - Rhodinocichlidae
  - Salpornithidae
  - Scotocercidae
  - Поползневые (Sittidae)
  - Spindalidae
  - Stenostiridae
  - Скворцовые (Sturnidae)
  - Славковые (Sylviidae)
  - Teretistridae
  - Танагровые (Thraupidae)
  - Tichodromidae
  - Тимелиевые (Timaliidae)
  - Крапивниковые (Troglodytidae)
  - Дроздовые (Turdidae)
  - Urocynchramidae
  - Вдовушковые (Viduidae)
  - Zeledoniidae
  - Белоглазковые (Zosteropidae)

Ранее выделяли три подотряда: ширококлювы (Eurylaimi), кричащие воробьиные (Tyranni) и певчие птицы (Oscines).

## Генетика
Молекулярная генетика
- Депонированные нуклеотидные последовательности в базе данных EntrezNucleotide, GenBank, NCBI, США: 1 655 989 (по состоянию на 14 марта 2015).
- Депонированные последовательности белков в базе данных EntrezProtein, GenBank, NCBI, США: 356 090 (по состоянию на 14 марта 2015).

Воробьинообразные — наиболее представленный по количеству депонированных последовательностей среди всех отрядов птиц. При этом бо́льшая часть их депонированных нуклеотидных последовательностей принадлежит канарейке (Serinus canaria) — генетически одному из наиболее изученных представителей отряда. Больше всего депонированных последовательностей белков имеется у следующих 10 видов (в порядке убывания количества этих последовательностей):
- Американский ворон (Corvus brachyrhynchos).
- Белогорлый короткокрылый манакин (Manacus vitellinus).
- Стрелок (Acanthisitta chloris).
- Мухоловка-белошейка (Ficedula albicollis).
- Серая ворона (Corvus cornix).
- Белошейная зонотрихия (Zonotrichia albicollis).
- Зебровая амадина (Taeniopygia guttata).
- Тибетская ложносойка (Pseudopodoces humilis).
- Канарейка (Serinus canaria).
- Средний земляной вьюрок (Geospiza fortis).

Геномика
В 2010—2014 годах было выполнено секвенирование полных геномных последовательностей у тех же 10 представителей воробьинообразных:
- Американский ворон (Corvus brachyrhynchos)[7].
- Белогорлый короткокрылый манакин (Manacus vitellinus)[8].
- Стрелок (Acanthisitta chloris)[9].
- Мухоловка-белошейка (Ficedula albicollis)[10].
- Серая ворона (Corvus cornix)[11].
- Белошейная зонотрихия (Zonotrichia albicollis)[12].
- Зебровая амадина (Taeniopygia guttata)[13].
- Тибетская ложносойка (Pseudopodoces humilis)[14].
- Канарейка (Serinus canaria)[15].
- Средний земляной вьюрок (Geospiza fortis)[16].

Благодаря относительно хорошему качеству сборки геномов (особенно в случае зебровой амадины), эти виды воробьинообразных имеют важное значение в сравнительной геномике для выяснения эволюции птичьих геномов.

## Палеонтология
Древнейшие воробьинообразные с коротким клювом, типичным для зерноядных птиц, были найдены в эоцене США и Германии.